# 단산저수지 (대구)
단산저수지는 대구광역시 동구 봉무동에 위치한 대한민국의 저수지로, 봉무공원 내에 있다. 시설 관리자는 한국농어촌공사가 운영하고 있다.